# Polykratie
Polykratie (von griechisch poly ‚viele‘ und kratéin ‚herrschen‘) bezeichnet das Nebeneinanderbestehen von konkurrierenden Herrschaftsinstitutionen mit gleichen oder ähnlichen Kompetenzen.
Der Begriff wurde von der Geschichtswissenschaft geprägt und charakterisiert nicht klar abzugrenzende, ineinandergreifende Machtstrukturen. Besonders ausgeprägte Polykratie war im Herrschaftssystem des Nationalsozialismus zu finden, in dem Instanzen der NSDAP miteinander und mit staatlichen Einrichtungen rivalisierten.
Bis Ende der 1960er haben eine Reihe wichtiger Untersuchungen, unter dem Einfluss der aufkommenden Strukturgeschichte und Systemanalyse stehend, das nazideutsche „Führungschaos“ offengelegt und die Vorstellungen von einem monolithischen und totalitären Staat beendet. Hitlers Autorität war nur noch ein Element einer multidimensionalen, polykratischen Machtstruktur, wenn auch ein sehr wichtiges.
Peter Hüttenberger unterschied innerhalb dieser polykratischen Machtstruktur, in Weiterentwicklung des Ansatzes Franz Neumann in seinem Werk Behemoth, vier wechselseitig abhängige Blöcke, die in einem ungeschriebenen Pakt das Machtkartell des Naziregimes bildeten. Diese waren der Naziblock, die Großwirtschaft, die Reichswehr und ab 1936 ein von der NSDAP abgespaltener SS/SD/Gestapo-Komplex.